# キダチダリア
キダチダリア（木立ダリア、学名 Dahlia imperialis）は、高さ8-10メートルになるダリア属の種で、メキシコ、中米、コロンビアの原産。日本では学名を訳した「皇帝ダリア」等の別名でも呼ばれる。俗にコダチダリアと呼ばれることもある。

## 概要
高地・山地の植物で、標高1,500-1,700メートルの所に生育する。塊根を有する多年草で、冬期の休眠の後急速に生長し、脆く竹のような膨れた節のある四角形の茎と、大きな3回羽状複葉を展開し、地面近くの葉はすぐに日陰に入ってしまう。懸垂しまたは下向きに咲く頭花は直径75-150mmで、舌状花はラベンダー色または紫がかったピンク色をしている。
本種は生長が速く、急激な生長は短日条件により起き、普通秋の最初の霜の下りる前に開花する。繁殖は種子、または少なくとも2節を持つ長さ30cm程の茎を土中に水平に置く挿し芽による。

## 利用

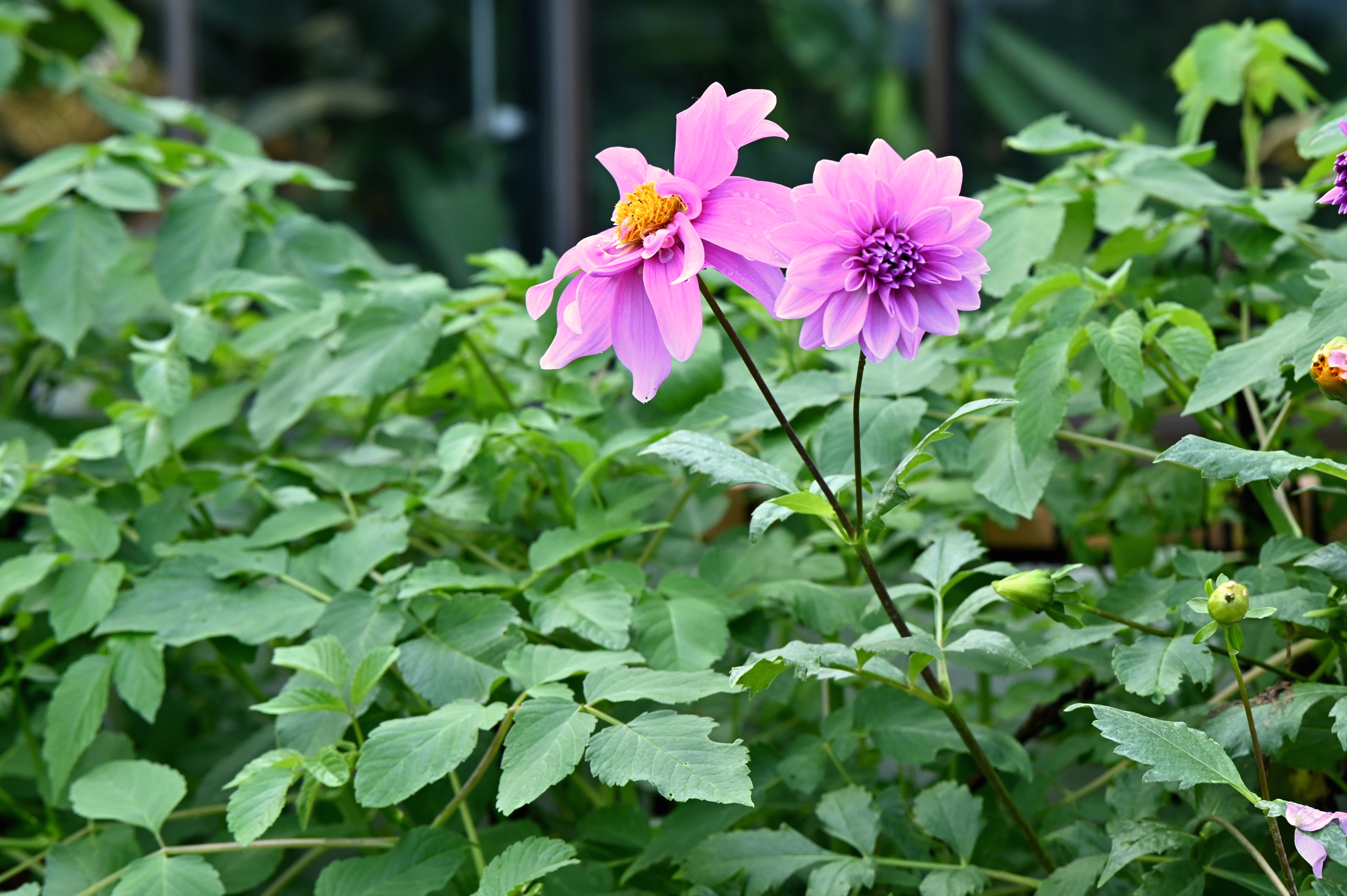
皇帝ダリアの園芸種、ハイブリッドガッツァリア

日本を含め、各地で花卉鑑賞用の園芸植物として植えられている。
葉はグアテマラのアルタ・ベラパス県サン・ペドロ・カルチャ市に住むケクチ族の人々が補助食として用いる。
ダリア属の植物は茎の中に水を蓄える性質があるため、アステカ人は水の杖を意味する「acocotli」と呼び、狩猟のために山中を歩く際の水の補給源として利用した。

## 歴史
ダリア属の種のいくつかは、16世紀にメキシコからヨーロッパへもたらされた。キダチダリアは1863年、チェコの蘭収集家・旅行家であるベネディクト・レーツル（1823-1885）により初めて記載された。レーツルは10年後の1872-73年に南北アメリカ大陸の大旅行を行っている。